# فاسلاف سيرني
فاسلاف سيرني (بالتشيكية: Václav Černý)‏ (مواليد 17 أكتوبر 1997) هو لاعب كرة قدم تشيكي يلعب كجناح لصالح نادي أياكس أمستردام.

## روابط خارجية
- فاسلاف سيرني على موقع الاتحاد الأوربي (الإنجليزية)
- فاسلاف سيرني على موقع الاتحاد التشيكي (الإنجليزية)
- فاسلاف سيرني على موقع قاعدة بيانات كرة القدم.إي يو (الإنجليزية)
- فاسلاف سيرني على موقع ناشيونال فوتبول تيمز (الإنجليزية)
- فاسلاف سيرني على موقع Soccerway.com (الإنجليزية)
- فاسلاف سيرني على موقع عالم كرة القدم.نت (الإنجليزية)
- فاسلاف سيرني على موقع AS.com (الإسبانية)